# Санта Роса (Аржентина)
 Тази статия е за града в Аржентина.  За града в САЩ вижте Санта Роза.  
Санта Роса (на испански: Santa Rosa) е град в Аржентина, административен център на провинция Ла Пампа.

## Обща информация
Населението на града е 94 340 души, според преброяването през 2001 г., а заедно с това от предградията – около 102 000 души.
Градът е разположен в източната част на провинцията, на брега на лагуната Дон Томас, и е пресечна точка на Национални шосета №№ 5 и 35. На 2 км. от града се намира летището „Санта Роса“, което обслужва редовни полети до Буенос Айрес и Виедма.

## История
Градът е основан на 22 април 1892 г. от Томас мейсън и Тейлър. До 1 май 1916 г. носи името Santa Rosa del Toay.

## Икономика
Основни производства на Санта Роса са дървопреработка, дъскорезници, козметична промишленост, машиностроене, производство на трансформатори, производство на мозайкифабрика, между другото.2

## Култура и туризъм
Сред забележителностите на града са: Разлекателен парк „Дон Томас“, Природен парк „Луро“, стария квартал Fitte (1930), паметника на Хосе де Сан Мартин, Двореца на правосъдието, "Teatro Español" (1908 г.), Провинциалният Музей на изкуствата, с богата колекция от картини на видни аржентински художници и Провинциалния природонаучен музей.